# Giro dei Paesi Bassi 2003
Il Giro dei Paesi Bassi 2003, quarantatreesima edizione della corsa, si svolse dal 19 al 23 agosto 2003 su un percorso di 893 km ripartiti in 6 tappe, con partenza da Middelburg e arrivo a Landgraaf. Fu vinto dal russo Vjačeslav Ekimov della squadra US Postal Service davanti all'australiano Bradley McGee e all'ucraino Serhij Honcar.

## Tappe
| Tappa  | Data      | Percorso                                | km  | Vincitore di tappa  | Leader cl. generale |
| ------ | --------- | --------------------------------------- | --- | ------------------- | ------------------- |
| 1ª     | 19 agosto | Middelburg > Rotterdam                  | 185 | Alessandro Petacchi | Alessandro Petacchi |
| 2ª     | 20 agosto | Apeldoorn > Nijkerk                     | 190 | Alessandro Petacchi | Alessandro Petacchi |
| 3ª     | 21 agosto | Coevorden > Denekamp                    | 86  | Erik Zabel          | Alessandro Petacchi |
| 4ª     | 21 agosto | Nordhorn > Denekamp (cron. individuale) | 23  | Vjačeslav Ekimov    | Vjačeslav Ekimov    |
| 5ª     | 22 agosto | Kleve > Sittard-Geleen                  | 195 | Rik Reinerink       | Vjačeslav Ekimov    |
| 6ª     | 23 agosto | Sittard-Geleen > Landgraaf              | 214 | Bradley McGee       | Vjačeslav Ekimov    |
| Totale | Totale    | Totale                                  | 893 |                     |                     |

## Dettagli delle tappe

### 1ª tappa
- 19 agosto: Middelburg > Rotterdam – 185 km

| Pos. | Corridore           | Squadra       | Tempo    |
| ---- | ------------------- | ------------- | -------- |
| 1    | Alessandro Petacchi | Fassa Bortolo | 4h09'41" |
| 2    | Erik Zabel          | Telekom       | s.t.     |
| 3    | Robbie McEwen       | Lotto-Domo    | s.t.     |

| Pos. | Corridore           | Squadra         | Tempo    |
| ---- | ------------------- | --------------- | -------- |
| 1    | Alessandro Petacchi | Fassa Bortolo   | 4h09'31" |
| 2    | Erik Zabel          | Telekom         | a 4"     |
| 3    | Bert Hiemstra       | Bankgiroloterij | a 5"     |

### 2ª tappa
- 20 agosto: Apeldoorn > Nijkerk – 190 km

| Pos. | Corridore           | Squadra       | Tempo    |
| ---- | ------------------- | ------------- | -------- |
| 1    | Alessandro Petacchi | Fassa Bortolo | 4h20'01" |
| 2    | Erik Zabel          | Telekom       | s.t.     |
| 3    | Marco Zanotti       | Fassa Bortolo | s.t.     |

| Pos. | Corridore           | Squadra         | Tempo    |
| ---- | ------------------- | --------------- | -------- |
| 1    | Alessandro Petacchi | Fassa Bortolo   | 8h29'22" |
| 2    | Erik Zabel          | Telekom         | a 8"     |
| 3    | Bert Hiemstra       | Bankgiroloterij | a 15"    |

### 3ª tappa
- 21 agosto: Coevorden > Denekamp – 86 km

| Pos. | Corridore     | Squadra    | Tempo    |
| ---- | ------------- | ---------- | -------- |
| 1    | Erik Zabel    | Telekom    | 1h52'02" |
| 2    | Robbie McEwen | Lotto-Domo | s.t.     |
| 3    | Bradley McGee | FDJ        | s.t.     |

| Pos. | Corridore           | Squadra       | Tempo     |
| ---- | ------------------- | ------------- | --------- |
| 1    | Alessandro Petacchi | Fassa Bortolo | 10h21'24" |
| 2    | Erik Zabel          | Telekom       | a 2"      |
| 3    | Robbie McEwen       | Lotto-Domo    | a 12"     |

### 4ª tappa
- 21 agosto: Nordhorn > Denekamp (cron. individuale) – 23 km

| Pos. | Corridore         | Squadra       | Tempo  |
| ---- | ----------------- | ------------- | ------ |
| 1    | Vjačeslav Ekimov  | US Postal     | 27'25" |
| 2    | Victor Hugo Peña  | US Postal     | a 8"   |
| 3    | Fabian Cancellara | Fassa Bortolo | a 9"   |

| Pos. | Corridore         | Squadra       | Tempo     |
| ---- | ----------------- | ------------- | --------- |
| 1    | Vjačeslav Ekimov  | US Postal     | 10h49'09" |
| 2    | Victor Hugo Peña  | US Postal     | a 8"      |
| 3    | Fabian Cancellara | Fassa Bortolo | a 9"      |

### 5ª tappa
- 22 agosto: Kleve > Sittard-Geleen – 195 km

| Pos. | Corridore           | Squadra         | Tempo    |
| ---- | ------------------- | --------------- | -------- |
| 1    | Rik Reinerink       | Bankgiroloterij | 4h33'10" |
| 2    | Alessandro Petacchi | Fassa Bortolo   | a 11"    |
| 3    | Erik Zabel          | Telekom         | s.t.     |

| Pos. | Corridore         | Squadra       | Tempo     |
| ---- | ----------------- | ------------- | --------- |
| 1    | Vjačeslav Ekimov  | US Postal     | 15h22'30" |
| 2    | Victor Hugo Peña  | US Postal     | a 8"      |
| 3    | Fabian Cancellara | Fassa Bortolo | a 9"      |

### 6ª tappa
- 23 agosto: Sittard-Geleen > Landgraaf – 214 km

| Pos. | Corridore        | Squadra     | Tempo    |
| ---- | ---------------- | ----------- | -------- |
| 1    | Bradley McGee    | FDJ         | 5h19'20" |
| 2    | Óscar Freire     | Rabobank    | s.t.     |
| 3    | Xavier Florencio | ONCE-Eroski | s.t.     |

| Pos. | Corridore        | Squadra   | Tempo     |
| ---- | ---------------- | --------- | --------- |
| 1    | Vjačeslav Ekimov | US Postal | 20h41'48" |
| 2    | Bradley McGee    | FDJ       | a 25"     |
| 3    | Serhij Honcar    | De Nardi  | a 34"     |

## Classifiche finali

### Classifica generale
| Pos. | Corridore         | Squadra                      | Tempo     |
| ---- | ----------------- | ---------------------------- | --------- |
| 1    | Vjačeslav Ekimov  | US Postal Service            | 20h41'48" |
| 2    | Bradley McGee     | FDJ                          | a 25"     |
| 3    | Serhij Honcar     | De Nardi                     | a 34"     |
| 4    | Fabian Cancellara | Fassa Bortolo                | a 37"     |
| 5    | Xavier Florencio  | ONCE-Eroski                  | a 44"     |
| 6    | Marc Wauters      | Rabobank                     | a 47"     |
| 7    | Michael Boogerd   | Rabobank                     | a 1'03"   |
| 8    | Óscar Freire      | Rabobank                     | a 1'11"   |
| 9    | Bart Voskamp      | Bankgiroloterij Cycling Team | a 1'17"   |
| 10   | Victor Hugo Peña  | US Postal Service            | a 1'23"   |